# San Felipe (Guainía)
San Felipe é um corregimento do departamento de Guainía, na Colômbia. Faz fronteira com o corregimento de Puerto Colombia no norte, com o Brasil pelo oeste, a Venezuela no este, e La Guadalupe no sul.
Em 1755, os espanhóis construíram nas margens do rio Negro , para travar o avanço dos portugueses o Forte do San Felipe do Rionegro, agora conhecido como "castelo".
Na terra indígena do Baixo rio Guainía e rio Negro homologada em 1989, habitam os curripacos e também indígenas falantes de nheengatu. Também moram no território famílias de colonos.